# Iggy Arbuckle
Iggy Arbuckle is een Canadese tekenfilmserie van Jetix Europe, gemaakt in coproductie met The Walt Disney Company.
Ver hiervandaan in de Kookamunga ligt Moerskokkel, de plek waar Iggy Arbuckle woont. Samen met zijn vriendjes Jiggers, Kira, Spiff en Zoop beleeft hij vele avonturen.

## Verhaal
Iggy heeft als parkwachter een grote liefde voor de natuur. Het is dan ook niet zo vreemd dat hij de Kookamunga (het Nationale Park) beschermt tegen alles wat de natuur zou kunnen schaden.
De schurkachtige vis Katvis Stu denkt hier heel anders over. Hij wil liever centjes verdienen! Dit doet hij onder meer door zo veel mogelijk toeristen naar de Kookamunga te lokken. Zijn hulpjes Robeer en Robert (de Gebroeders Fret) helpen hem daarbij.

## Afleveringen
1. Iggy tegen de vulkaan / Polsstokduiken
2. Aanmodderen / Zoals het spechtje thuis tikt
3. De bever die koning wilde zijn / Ik ben Iggy en ik snurk als een big
4. Frivool idool / Iets met bessen
5. Daar heb je Hupsie / Mannen met een missie
6. Paradijs gevonden / Pechvogels en gelukszoekers
7. Stank voor dank / Een schurk kan de was doen
8. Vis aan tafel / Met angst en bever
9. Licht Camera Wanklank / Zo Katvis zo zoon
10. Mijn vrienden zijn jouw vrienden / Mijnkukel met pech
11. Jacht op de Narwal / De Legende van Big Toe
12. Prins van de Kookamunga / Reis naar de bodem van het meer

## Rolverdeling
| Stemacteur        | Rol               |
| ----------------- | ----------------- |
| Levi van Kempen   | Iggy              |
| Marcel Jonker     | Jiggers           |
| Louis van Beek    | Katvis Stu        |
| Linda Wagenmakers | Kira              |
| Ingeborg Wieten   | Zoop              |
| Edwin de Jongh    | Spiff             |
| Simon Zwiers      | Gebroeders Fret   |
| Huub Dikstaal     | Heer Hugo         |
| Zjon Smaal        | Antonio Bullderas |